# Polaris Music Prize
De Polaris Music Prize is een muziekprijs voor het beste Canadese muziekalbum. De prijs, geïnspireerd door de Britse Mercury Music Prize, wordt sinds 2006 jaarlijks in september uitgedeeld in Toronto.
De prijs werd uitgereikt aan de volgende artiesten en/of bands:
- 2006: Owen Pallett (onder het pseudoniem Final Fantasy) met het album He Poos Clouds
- 2007: Patrick Watson met het album Close to Paradise
- 2008: Caribou met het album Andorra
- 2009: Fucked Up met het album The Chemistry of Common Life
- 2010: Karkwa met het album Les Chemins de verre
- 2011: Arcade Fire met het album The Suburbs
- 2012: Feist met het album Metals
- 2013: Godspeed You! Black Emperor met het album 'Allelujah! Don't Bend! Ascend!
- 2014: Tanya Tagaq met het album Animism
- 2015: Buffy Sainte-Marie met het album Power in the Blood
- 2016: Kaytranada met het album 99.9%
- 2017: Lido Pimienta met het album La Papessa
- 2018: Jeremy Dutcher met het album Wolastoqiyik Lintuwakonawa
- 2019: Haviah Mighty met het album 13th Floor
- 2020: Backxwash met het album God Has Nothing to Do with This Leave Him Out of It
- 2021: Cadence Weapon met het album Parallel World
- 2022: Pierre Kwenders met het album José Louis and the Paradox of Love